# Shinmin no Michi
El Shinmin no Michi (臣民の道?   Camino del sujeto) fue un manifiesto ideológico emitido por el Ministerio de Educación de Japón durante la Segunda Guerra Mundial dirigido al público nacional de Japón para explicar en términos claros lo que se esperaba de ellos "como pueblo, nación y raza".

## Orígenes
Durante el verano de 1941, el Primer Ministro Fumimaro Konoe ordenó al Ministro de Educación de Japón que compusiera una "Biblia del pueblo japonés", bajo el título Shinmin no michi, a veces también llamada Hito-do (Camino del Sujeto), o Shinja-do (Camino del Seguidor). La primera edición de 30.000 ejemplares fue publicada en agosto de 1941 y se distribuyó en todas las escuelas de Japón.
El Shinmin no michi contenía tres capítulos que requerían sólo unos minutos de lectura, explicando cómo los súbditos del Emperador debían comportarse. También presentaba una breve descripción de la historia mundial desde el punto de vista japonés en el primer tercio del primer capítulo.

## Temas
Uno de los temas principales del libro se centraba en el descenso directo del Emperador Shōwa de la diosa Amaterasu y la caracterización religiosa del Kokutai, que era identificada como una "teocracia" en la cual "el camino de los súbditos del Emperador surge de la política del Emperador, y es su deber proteger y mantener el Trono Imperial coexistiendo con los cielos y la tierra". El emperador Shōwa y su guerra (seisen) fueron descritos como "santos". Las virtudes que encarnaba eran únicas e inmutables.
"La Familia Imperial es la fuente de la nación japonesa, y la vida nacional y privada se deriva de esto. La forma del sujeto es ser leal al Emperador sin tener en cuenta a su yo, apoyando así la convivencia del Trono Imperial con los Cielos y la Tierra".
La piedad y la lealtad filial eran las virtudes supremas de los súbditos del estado imperial y el libro denunciaba el individualismo, el liberalismo, el utilitarismo y el materialismo que ponían en peligro esas virtudes.
"El país estaba contaminado por pensamientos pervertidos y nuestro deber sagrado es limpiar esto y regresar a las virtudes virtuosas de nuestros antepasados. Al trabajar con armonía y cooperación y manifestar nuestra dignidad nacional, los espíritus celestiales de nuestros antepasados deben ser obedecidos de una manera obediente que, al trabajar en armonía con los demás, es para la mayor gloria del Trono".
El Shinmin no michi también argumentaba que las potencias aliadas se habían empeñado en dominar el mundo durante siglos, y habían tenido bastante éxito, como lo demostraba el hecho de que sólo unos pocos miles de europeos gobernaban a más de 450 millones de asiáticos. El sistema de valores occidentales, basado en la codicia y la autocomplacencia, se consideraba culpable de innumerables guerras de agresión sangrientas y de la actual crisis económica mundial. América fue criticada de manera especial, mencionando la esclavitud negra y el maltrato a minorías e inmigrantes.
"La entrada de los países occidentales en todas partes del mundo entero, incluido el Lejano Oriente, les ha dado el dominio internacional, y también les ha hecho creer que ellos mismos tienen el derecho de cometer actos perjudiciales contra otros".
Respecto a la "santa" guerra contra China:
"Visto desde el punto de vista de la historia mundial, el caso de China es un paso hacia la construcción de un mundo de principios morales por parte de Japón. La construcción de un nuevo orden para asegurar la paz duradera del mundo que se logrará mediante la eliminación de China. Es como un trampolín". (...) El asunto China es una tarea audaz para que Japón propague los ideales del Imperio fundado en todo el este de Asia y en todo el mundo (...) Japón es la fuente fuente de la raza Yamato, Manchukuo su reservorio, y Asia Oriental es su campo de arroz ".
Los Estados Unidos y Gran Bretaña fueron acusados en el Shinmin no michi de impedir el establecimiento de un estado de paz general entre Japón y China. Las otras secciones se referían a las costumbres sociales y morales correctas, algunas ideas raciales y eugenésicas, teología y religión, doctrinas marciales y otros aspectos de las costumbres locales.

## Camino de la familia
El Shinmin no michi (Camino de la Familia) se complementó en 1942 con el Ie no michi (家の道 o formalmente, 家の道：文部省戦時家庭教育指導要項解説 Ie no michi: Monbushō senji kateō kyōiku shidō yōkō kiuu) que elaboró secciones del Kokutai no hongi ((国体の本義 "Principios Cardinales de la Entidad Nacional") relacionadas con las relaciones familiares jerárquicas tradicionales. La armonía familiar se mantenía al hacer que cada miembro cumpliera su función apropiada en la estructura familiar, y este principio se aplicaba también a la comunidad en general, así como al Estado.